# Jennifer Fish
Jennifer Lee Fish, detta Jenny (Strongsville, 17 maggio 1949), è un'ex pattinatrice di velocità su ghiaccio statunitense.

## Palmarès

### Olimpiadi invernali
- Argento a Grenoble 1968 nei 500 metri.